# NGC 1711
NGC 1711 é um aglomerado aberto na direção da constelação de Mensa. O objeto foi descoberto pelo astrônomo James Dunlop em 1826, usando um telescópio refletor com abertura de 9 polegadas. Devido a sua moderada magnitude aparente (+10,1), é visível apenas com telescópios amadores ou com equipamentos superiores. 